# 高雄都會公園
高雄都會公園位於臺灣高雄市楠梓區，總面積共95公頃，橫跨至橋頭區境內，是臺灣首座都會公園，也為台灣面積次大的都市公園，次於面積280公頃位於台東市的台東森林公園。
高雄都會公園的興建分為二期，目的是因應居民遊憩休閒設施需求而設立，因此由內政部營建署在《台灣地區都會區域休閒設施發展方案》及《高雄都會公園開發計畫》規劃下成立，2019年11月28日改隸國家自然公園管理處管轄，但高雄都會公園並非「國家公園法」所定「國家自然公園」之範疇。園區係包含原高雄市西青埔垃圾衛生掩埋場基地封場後綠化而成，具有改善環境品質功能，同時兼顧生態保育、環境教育及防災、緩衝等多元化的角色，是一座多用途的大型都會生態公園。
高雄都會公園為2009年世界運動會23個比賽場館之一，進行飛行運動比賽。

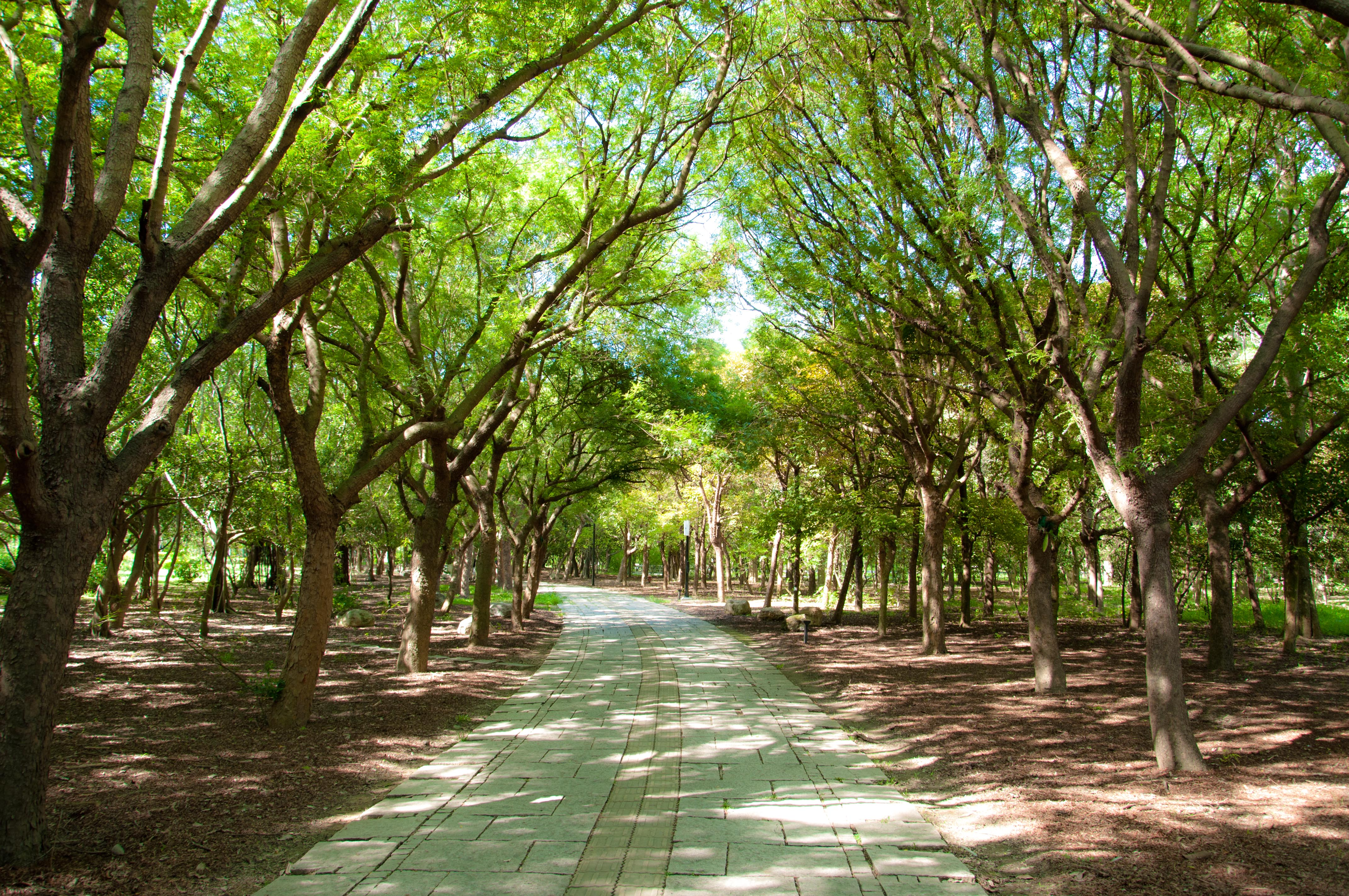
一期園區內步道

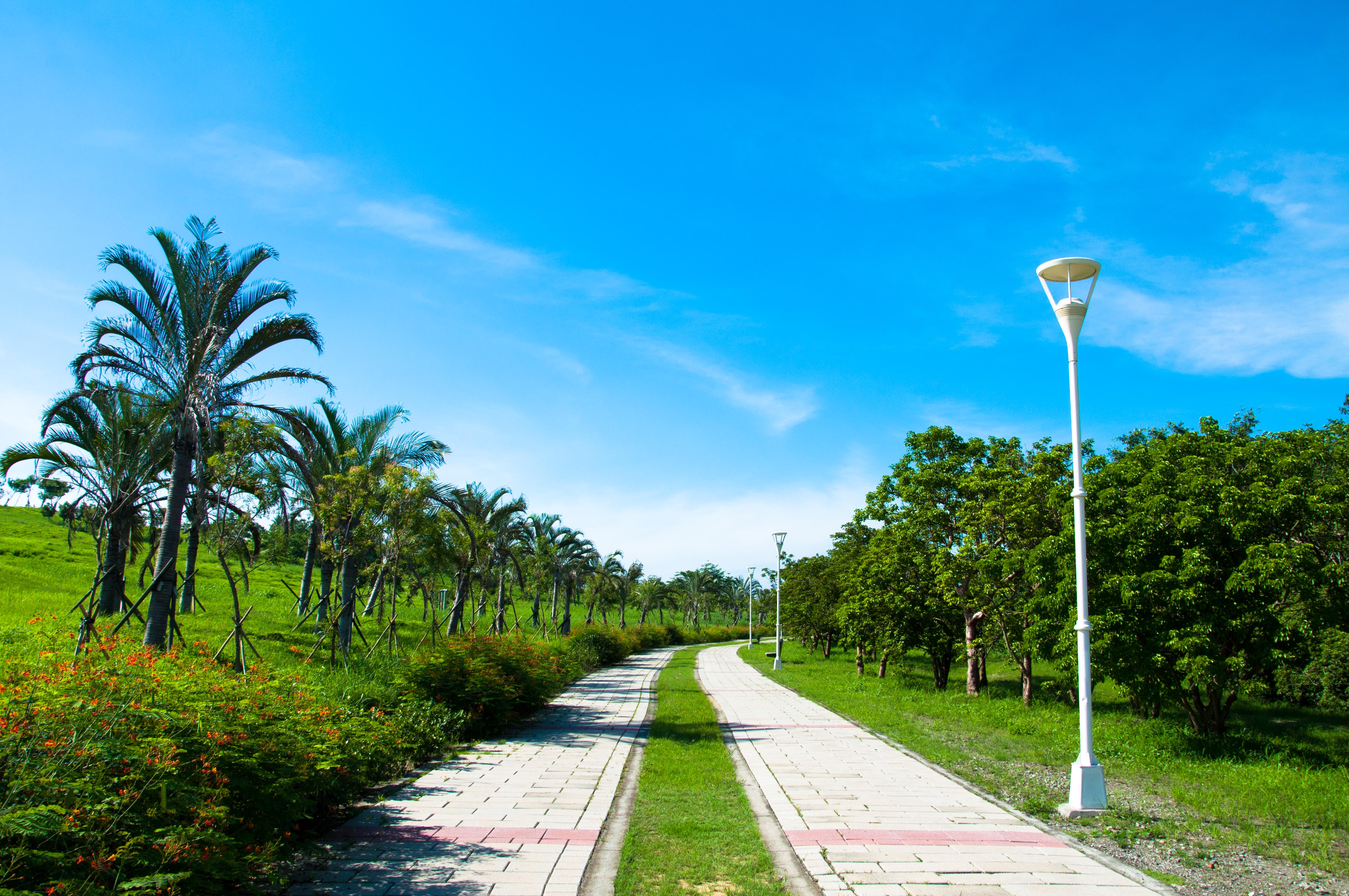
二期園區內步道

## 歷史
高雄都會公園設立在原西青埔垃圾掩埋場所在地，該掩埋場是在1977年左右開始使用，1999年6月29日正式封場。而都會公園則是在1989年時開始籌設，1996年完成第一期工程。目前第二期工程亦完工，位在一期的西側，面積比一期更大。建設經費56億4千萬元。

## 園內特色[5]
公園為垃圾掩埋後土地再利用而綠美化，植栽除植物種類具多樣性、龐雜度高，結合都市森林理念及生態綠化方式植栽，植栽綠化導入「成長型復育公園」理念，選取適合南部氣候的原生種植物之鄉土樹種，以現地育苗成長後依喬木與灌木組合栽植，並搭配庭園景觀植物、動物蜜源與食草植物，栽植種類超過260種，數量超過12萬株樹苗。
過去為西青埔掩埋場，真正問題就來自於垃圾在地底下所產生的沼氣。高雄都會公園首度使用沼氣收集設施，以阻絕沼氣自表層逸散，並由沼氣發電來產生最高電力約為5000千瓦，相當可供7000戶家庭用電之產能。
高雄都會公園開發時導入「成長型公園」、「多功能使用」及「分區使用管理」理念，依據園區基地特性，規劃成一、二期園區，一期園區為動態活動區，以金雞報時日晷雕塑為中心標幟，配以動態活動區如球場與綠色大草原、室內展示場所。二期園區為森林植物區，係由垃圾及覆土交疊所堆置成的大面積山坡，經由種植多樣性植栽及步道設施環境。另依據各場地設施特色，進行分區管理進行保育與利用，使園區發揮多樣功能特。

## 交通

### 公車
| 編號    | 經營業者   | 區間                                 | 備註 |
| ------- | ---------- | ------------------------------------ | ---- |
| 7       | 港都客運   | 加昌站－高師大（燕巢校區）           |      |
| 7 區間  | 港都客運   | 加昌站－樹德科技大學                 |      |
| 29      | 港都客運   | 左營南站－楠梓高中                   |      |
| 29 區間 | 港都客運   | 左營南站－楠梓區公所                 |      |
| 301     | 南台灣客運 | 左營南站－高雄火車站（捷運高雄車站） |      |
| 紅58A   | 南台灣客運 | 高雄科大(第一西校區)－捷運都會公園站 |      |
| 紅58B   | 南台灣客運 | 燕巢區公所－捷運都會公園站           |      |
| 紅58C   | 南台灣客運 | 楠梓高中－捷運都會公園站             |      |
| 97      | 高雄客運   | 樹德科大－捷運都會公園站             |      |

### 捷運
- 高雄捷運紅線：
  - 都會公園站

### 公共自行車
- 高雄市公共自行車租賃系統：
  - 高雄都會公園(德民路側)：德民路115號(對側人行道)
  - 高雄市區監理所：德民路71號(前人行道)
  - 橋頭地方法院(新中五街)：經武路911號(前人行道)
  - 橋新一橋新八路口：橋新一路/橋新八路(東北側)

## 外部連結
- 高雄都會公園 （页面存档备份，存于）
- 高雄都會公園 - 內政部國家公園署 （页面存档备份，存于）
- 高雄都會公園 - 高雄旅遊網 （页面存档备份，存于）
- 高雄都會公園 -交通部觀光署 （页面存档备份，存于）